# Schizodactylus minor
Schizodactylus minor is een rechtvleugelig insect uit de familie Schizodactylidae. De wetenschappelijke naam van deze soort is voor het eerst geldig gepubliceerd in 1938 door Ander.